# Gmelanone
Gmelanone es un lignano que se encuentra en el duramen de Gmelina arborea. Arboreol puede ser transformado por catálisis ácida en gmelanone.